# Gérard Piogey
Gérard Piogey, né le 2 juin 1820 à Pouilly-en-Auxois où il est mort le 18 novembre 1894 à Paris 9e, est un médecin et collectionneur français.

## Biographie
Fils de Françoise Tainturier et de Zacharie Piogey, modeste épicier, c’est avec grande difficulté que sa famille a pu subvenir aux frais d’études de Piogey venu à Paris sans un sou en poche, avant que sa profession ne lui permette rapidement de gagner de l’argent.
Président honoraire de l’association centrale des praticiens de France, médecin en chef de l’asile de la Providence, le docteur Piogey a soigné plusieurs générations de poètes et d’écrivains. Il a notamment été l’ami et le médecin de Baudelaire, de Théodore de Banville, de Charles Asselineau, de Champfleury, de Carjat.
Collectionneur émérite, il avait réuni, dans l’hôtel Auber, rue Saint-Georges, où il avait habité pendant quelque vingt ans avant d’aller s’installer, deux ans avant sa mort, rue de La Rochefoucauld, un choix fort éclectique d’œuvres d’art et de curiosités, avec une prédilection marquée seulement pour le XVIIIe siècle, essentiellement les commodes, les cartes de visite, et particulièrement les portraits de femmes et les éventails qui ont longtemps été exposés au musée des arts décoratifs de Paris.
Son comportement exemplaire, lors de la troisième pandémie de choléra, lui avait valu une médaille d’honneur en 1850. Les services qu’il a rendus pendant le siège de Paris comme major de la garde nationale lui ont valu d’être promu officier de la Légion d’honneur. L’Académie de médecine lui a décerné un prix Montyon pour ses études sur l’acarien de la gale. Il a succombé aux suites d’une affection de la gorge.

## Publications
- Réflexions pratiques sur la gale de l’homme  (Extrait du « Procès-verbal de la Société médicale du 2e arrondissement de Paris », séance du 10 février 1853), Paris, F. Malteste, 1853, 6 p., in-8º (OCLC 457821171).
- Anus artificiel, injections de bouillons dans l’intestin non parcouru par les matières stomacales : observation et réflexions, Paris, Moquet, 1853, 16 p., in-8º (OCLC 457821136).
- Considérations sur la scarlatine, l’anasarque scarlatineuse, et leur traitement  (Thèse de médecine, Paris, 1851), Paris, Rignoux, 1851, 43 p., in-4º (OCLC 995237822).